# A domb (film)
A domb, eredeti címe The Hill, 1965-ben bemutatott brit-amerikai fekete-fehér filmdráma, melyet Sidney Lumet rendezett. Cselekménye egy második világháborús brit katonai büntetőtáborban zajlik. Bemutatja a foglyok megtörésére, megalázására alkalmazott módszereket, a foglyok túlélésükért, egyesek emberi méltóságuk megőrzéséért vívott harcát, valamint a büntetőszemélyzet tagjai között folyó presztízsharcot és hatalmi játszmákat.
Főszereplői Sean Connery, Ian Hendry, Harry Andrews, Ossie Davis  és Michael Redgrave.

## Cselekmény
A történet a brit haderő egyik büntetőtáborában zajlik, a Líbiai-sivatagban, az 1942-es észak-afrikai harcok idején. A tábor parancsnoka szabad kezet ad helyettesének, Wilson főtörzsőrmesternek (Harry Andrews), aki beosztottjaival együtt könyörtelen „fegyelmező kiképzést” gyakoroltat a foglyokkal. A perzselő sivatagi napsütésben, hőségben a fegyelmezés lényege a végsőkig tartó fizikai kifárasztás, kifullasztás, megalázás és állandó félelemben tartás. A foglyok megtörésének legfőbb eszköze egy mesterségesen emelt homokdomb, amelyen a foglyokat teljes menetfelszerelésben, futólépésben mászatják fel és le teljes kimerülésig. Wilson főtörzsőrmester így fogalmaz: „Szétzúzom őket és férfiakat faragok belőlük.” Eleinte csak egy felügyelő-törzsőrmester, Harris (Ian Bannen) tartja túlzottnak a brutalitást, a táborparancsnok őrnagyot egyáltalán nem érdekli, mi történik, az orvos százados (Michael Redgrave) se teszi a kötelességét a cselekmény csaknem végéig. Wilson főtörzs puhának és erélytelennek tartja Harrist, és gyakorlatilag ő uralkodik a tábor felett, beleértve az orvost és a parancsnokot. A foglyokkal szembeni bánásmódjában Wilson a szadista élvezete mellett csak saját előléptetésének zálogát látja.
Öt új elítélt érkezik, akiket különböző súlyú kihágásokért ítéltek fegyelmi büntetésre: Jock McGrath közlegény, egy keményfejű skót, aki ittasan verekedett és nekitámadt a vele szemben intézkedő katonai rendészeknek; George Stevens közlegény, egy félénk irodista, írnok, aki haza akart szökni a feleségéhez; Monty Bartlett, egy kisstílű „sunnyogó”, aki a hadsereg tulajdonát képező gumiabroncsokat adott el helyi araboknak; Jacko King közlegény, egy fekete bőrű nyugat-indiai, akit azért ítéltek el, mert whiskyt lopott a tiszthelyettesek készletéből és rendetlen ruházatban jelent meg. Az ötödik fogoly Joe Roberts, a Royal Tank Regiment (Királyi harckocsizó ezred) volt törzsőrmestere, akit parancsmegtagadásért és elöljáróval szembeni erőszakért fokoztak le és ítéltek el. Roberts azzal magyarázza tettét, hogy parancsnoka céltalan és öngyilkos akcióba akarta küldeni embereit. A lefokozott tiszthelyettes rögtön magára vonja Wilson főtörzsőrmester figyelmét.
Williams törzsőrmester, aki keze alá adta Wilson az öt elítéltet, sértésekkel provokálja a foglyokat, hogy önérzetüket sárba tiporja, és ha reagálnak, újabb megtorlásokkal súlyosbítsa büntetésüket. Robertset (aki parancsnokként kiállt beosztottjaiért) Williams gyávának nevezi. Roberts azzal vág vissza, hogy Williams az, aki gyávaságból kérte áthelyezését a bombázott Londonból a biztonságos sivatagi fegyintézetbe. A felbőszült Williams kipécézi a csoport testileg és lelkileg leggyengébb tagját, Stevenset, akit a többieknél is többet addig hajszol újra és újra a dombra, míg az a túlerőltetéstől meghal az többi négy láttára cellájukban.
A táborban majdnem börtönlázadás tör ki, a foglyok követelik a felelős megbüntetését. Wilson főtörzsőrmester fenyegetésekkel és ügyes pszichológiai manipulációval leszereli a zendülést, de még extra sajtadagot is bejelent az aznapi ebédhez. Azért megkérdezi, hogy ki akar jelentést tenni a táborparancsnoknak az ügyről. Csak Roberts jelentkezik, hogy jelenteni fogja, Stevens haláláért Williams törzsőrmester felelős. Csupán King szolidáris vele, Bartlett és McGarth azt állítják, hogy nem látták, hogy Williams megölte volna Stevenset. Wilson megparancsolja, hogy vezessék Robertset és Kinget a parancsnokhoz.
Robertset Williams egy üres cellába viszi, ahol két másik fegyőr segítségével husángokkal félholtra verik, a lábát is eltörik. Harris megtudja a dolgot, és Robertset az orvoshoz viteti, aki nincs ott, és Harris foglalkozik egyelőre a sérülésével. Megjelenik Williams, majd Wilson, aki járni kényszerítve kiparancsolja onnan Robertset. Később Harris visszaviteti az orvoshoz, és már ez látja el a sérülését. Elhatározza, hogy kórházba küldi. Később a cellában átkötözi a sebét Harris jelenlétében. Ketten megegyeznek abban, hogy vizsgálatért fognak folyamodni, és azon tanúskodni fognak. Megjelenik Williams és Wilson, akivel az orvos közli, hogy Roberts kórházba fog menni. Wilson főtörzsőrmester tiltakozik, mert ezzel kitudódna az ügy, amit ő el akar tusolni. Dühös is lesz az orvosra, mert az most először szembeszáll vele, ezért veszélyben érzi a hatalmát. Williams és Wilson meg akarják félemlíteni ar orvost, megzsarolni azzal, hogy Stevenset ő minősítette „büntetésre alkalmasnak”, így haláláért ő (az orvos) felelős, de az orvos nem enged. Ekkor Wilson már nem ellenkezik, de Williams agresszívan rá akarja bírni, hogy legyen szolidáris vele, mire Wilson felőle is érzi hatalma kétségbe vonását, és majdnem hogy megüti botjával, majd elmegy.
A fekvő Roberts egyedül marad a cellában Williams törzsőrmesterrel, aki nekilát, hogy végleg elnémítsa ellenfelét, de nem veszi észre, hogy a cella ajtaja nyitva maradt, és McGarth és King kint állnak a folyosón. Ezek, amikor látják, mi történik, rávetik magukat Williamsre. A törzsőrmester halálordítása jelzi, hogy most őt verik halálra. Roberts pontosan tudja, hogy aki fegyőrre támad, annak minden ügye eleve vesztett üggyé válik, mindegy, milyen súlyos sértések érték. Kétségbeesetten igyekszik csillapítani társait, de hiába.

## Szereposztás
| Szerep                       | Színész          | Magyar hangja (1. szinkron) |
| ---------------------------- | ---------------- | --------------------------- |
| Joe Roberts (fogoly)         | Sean Connery     | Bitskey Tibor               |
| Bert Wilson főtörzsőrmester  | Harry Andrews    | Mádi Szabó Gábor            |
| Charlie Harris törzsőrmester | Ian Bannen       | Mécs Károly                 |
| George Stevens (fogoly)      | Alfred Lynch     | Kautzky József              |
| Jacko King (fogoly)          | Ossie Davis      | Csurka László               |
| Monty Bartlett (fogoly)      | Roy Kinnear      | Szabó Gyula                 |
| Jock McGrath (fogoly)        | Jack Watson      | Bodor Tibor                 |
| Williams törzsőrmester       | Ian Hendry       | Szabó Ottó                  |
| Katonaorvos százados         | Michael Redgrave | Benkő Gyula                 |
| Táborparancsnok őrnagy       | Norman Bird      | N/A                         |
| Burton felügyelő             | Neil McCarthy    | N/A                         |
| Walters felügyelő            | Howard Goorney   | N/A                         |
| Martin felügyelő             | Tony Caunter     | Buss Gyula                  |

## A film készítése
A film forgatókönyvét Ray Rigby írta át egy előbb általa, R. S. Allennel együtt írt azonos című színdarabból. Rigby maga is ült katonai börtönben a háború alatt. Kenneth Hyman producer átíratta a forgatókönyvet, de Sidney Lumet rendező visszatért Rigby eredetijéhez. Lumet egyszerűnek látta a történetet: „A foglyokat és a börtönőröket ugyanaz az érzés mozgatja, a félelem.”
A főszerepre Sean Connery vállalkozott, aki a rátapadt James Bond-klisétől jelentősen eltérő karakterű, drámai szerepet keresett. Lumet sokat követelt tőle úgy fizikai, mint érzési téren, és azt vallotta, hogy az eredmény várakozásán felüli volt.
A forgatás Spanyolországban zajlott 1964 szeptemberével kezdődően. Maga a börtönépület egy régi spanyol erőd volt Málagában, a külső területét pedig Andalúzia Almería tartományában, egy nagyon száraz vidéken rendezték be. Az egész forgatócsoport vállalta a forgatás nehéz körülményeit, hogy a film pontosan érzékeltesse a történések és az emberek brutalitását. 46°C-os feletti hőségben dolgoztak, a jól szervezett ivóvíz-utánpótlás ellenére a stáb tagjai a kiszáradással küzdöttek, néhányan napszúrást és hőgutát kaptak.
Még a film bemutatásának évében, 1965-ben Rigby közreadta a film alapján írt regényét ugyanazzal a címmel. Sok évvel később, 1981-ben kiadták ennek folytatását is (The Hill of Sand „Homokdomb”).

## Értelmezések

### Témák
A film fő témája a második világháború idejében létező brit katonai rendszer kemény bírálata általában, amely rendszer azon alapult, hogy még a legabszurdabb parancsok teljesítését is megkövetelte. Ez ellen lázadt fel Roberts törzsőrmester, aki Wilsonnal való vitájában állítja is, hogy a hadseregben alkalmazott módszerek már nem felelnek meg a kornak, és meg kell őket változtatni. Ennek a rendszernek a keretében különösen a katonai büntető intézmények rendszerét éri bírálat. Ebben még csekély kihágásokért elítéltek is, mint McGrath vagy King kénytelenek egy megalázásokkal és túlzott büntetésekkel teli brutális bánásmódot elszenvedni, amely még az elítéltek halálához is vezethet. Ez a bánásmód arra hivatott, amint azt Wilson ki is jelenti, hogy megtörje a személyiségüket azzal a céllal, hogy teljesen engedelmes katonákat faragjanak belőlük.
Ebben a rendszerben a megalázások magukban foglalják a homofóbiát is, amelyet egyébként alaptalanul gyakorol Williams Stevensszel szemben, vagy a fajgyűlöletet, amelynek King van kitéve. Ez nemcsak a személyzet körében nyilvánul meg, hanem egyes elítéltek felől is, mint amilyen Bartlett.
Egy másik fontos témája a filmnek a hatalom kérdése. Ennek egyik aspektusa az a hatalommal való visszaélés, amely a rendszert jellemzi. Egy másik aspektus a cselekmény során megnyilvánuló hatalmi viszonyok dinamikája. A tábor teljhatalmú ura Wilson főtörzsőrmester. Valójában az orvos és a parancsnok felett is ő uralkodik. Ahhoz is ért, hogyan kényszerítse akaratát az elítéltek tömegére. Azonban Williams személyében olyan vetélytárssal találja magát szembe, aki akarata alá akarja gyűrni. Stevens haláláig ez például abban nyilvánul meg, hogy még inkább visszaél a hatalommal, szadistábban viselkedik, mint Wilson, anélkül, hogy ez fékezné. Hatalmi harcukat az a jelenet is sugallja, amelyben ők ketten ivászatban versenyeznek. Előbb Williams esik le a székéről, és Wilson elmegy lefeküdni, de Williams feláll, magához vesz egy tele üveget, vízbe dugja a fejét, hogy józanabb legyen, bemegy Wilsonhoz, és még meghívja egy utolsó pohárra.
Stevens halálának tragikus eseménye fenyegeti a tábor egész hatalmi szerkezetét. Egyrészt Roberts és King fellépése megkérdőjelezi Wilson hatalmát, főleg miután melléjük áll Harris és az orvos. Másrészt Williams próbálja egyre agresszívabban rákényszeríteni Wilsont, hogy tegye, amit ő, Williams akar.

### Karakterek
A film szereplői néhány jellemvonást képviselnek. A nemtörődömség és a hozzá nem értés a parancsnok személyében jelenik meg, aki nem is tudja mi történik a táborban, és csak a saját élvezeteivel törődik. A nemtörődömség az orvost is jellemzi, aki felületesen vizsgálja az elítélteket, és csak Wilson utasításaira hallgat a cselekmény első részében.
Bartlett a tipikus kicsinyes, gyáva és méltóság nélküli ember, aki mindent megtenne, hogy ne legyen beleavatva semmibe, ami ártana neki. Az orvos is gyávaságot mutat a film első részében, amíg nem mer ellenkezni Wilsonnal.
A legvisszataszítóbb karakterek hatalmi vágyukkal és szadizmusukkal Wilson, és főleg Williams.
Az ellenkező oldalon Roberts, King és Harris áll. Az első erkölcsi erejével és hajthatatlan attitűdjével tűnik ki, mint az ész hangja a rendszer hibáival és bűneivel szemben, azzal a bátorsággal, amellyel szóban visszavág az elnyomóknak, valamint azzal, ahogyan az emberi méltóságát védi. Ugyancsak méltóságával tűnik ki King a fajgyűlölő megalázási próbálkozásokkal szemben, és azzal a bátorsággal, amellyel Roberts mellé áll. Nem hagyja magát megfélemlíteni, őrültséget utánzó fellépéssel lázadva fel. Ugyanis, amikor Wilson mint alsóbbrendű lényt szidalmazza, amiért Robertsszel szolidáris, King kijelenti, hogy kilép a seregből, levetkőzik, széttépi az egyenruháját, majd alsónadrágban és majmot utánozva ront be a parancsnok irodájába. Harris az egyetlen tagja a személyzetnek, aki elejétől fogva emberekként kezeli az elítélteket, dacára felettese nyomásának arra, hogy hagyjon fel ezzel. Ez az egyik olyan elem, amellyel a rendező kifejezi azt, hogy sem a hatóság oldalán, sem az áldozataién nem egyformák az emberek jellemüket illetően. Ezt húzza alá az is, hogy McGarth és az orvos változnak a cselekmény során. Az előbbi, miután individualista és értetlen Roberts fellépésével szemben, végül szolidáris lesz vele. Az utóbbi esetében a méltóság és a tisztesség végül legyőzi a gyávaságot.

## Fogadtatás
A közönség kevésbé jól fogadta a filmet, mint a kritika. A Sean Conneryt mint James Bondot szerető közönség csalódott volt amiatt az ellentétes kép miatt, amelyet Joe Robertsként mutatott, mivel Bond a fennálló rend védelmének a szimbóluma, miközben Roberts a hatósággal való szembenállásé.
A kritika általában magasztalta a filmet. Nagy műként, Lumet egyik legjobb filmjeként, rendkívüli képernyőre való adaptációként ítélték meg, Lumet rendezését pedig fantasztikusnak tartották. Méltatták a színészek irányítási módját, a cselekmény fokozatos felfelé ívelését, a film természetességét és realizmusát, száz százalékig moziszerűségét annak ellenére, hogy színdarabból lett adaptálva. A rendezőnek az operatőrrel együtt sikerült nyomasztó, csaknem lélegzetelállító légkört alkotnia, amelyhez nagyban hozzájárul a kép szürke árnyalatainak skálája. A film minőségéhez hozzájárul a kiváló vágás is.
A forgatókönyvet is általában nagyon jónak ítélték, alaposan kidolgozott dialógusaival együtt.
Több főszereplő teljesítményét is nagyon jónak tekintették. Ignacio Aguilar (Harmonica Cinema) szerint Harry Andrews mint Wilson főtörzsőrmester filmen talán a legjobb szerepét játszotta. Alexander Zárate (Las nuevas musas) remeknek látta, Ian Hendryt pedig Williams szerepében nagyszerűnek. Andrew Wickliffe (The Stop Button) nézetében Ossie Davis (King szerepében) volt a legjobb, jelenetei örömöt jelentve a néző számára, Sean Connery jó volt, de nem különösen jó Robertsként, Michael Redgrave (az orvos) pedig a legkevésbé jó.

## Elismerések

### BAFTA-díjak (1966)[13]
- BAFTA-díj a legjobb operatőrnek: Oswald Morris
- Jelölés a legjobb film díjára: Kenneth Hyman producer
- Jelölés a legjobb brit film díjára: Kenneth Hyman producer
- Jelölés a legjobb brit színész díjára: Harry Andrews
- Jelölés a legjobb brit forgatókönyv díjára: Ray Rigby forgatókönyvíró
- Jelölés a legjobb brit látványtervezésért: Herbert Smith művészeti vezető

### A cannes-i fesztivál díja (1965)
A filmet az 1965-ös cannes-i filmfesztiválon mutatták be, ahol elnyerte a legjobb forgatókönyvért járó díjat.

### Egyéb díjak
- National Board of Review(wd): a legjobb férfi mellékszereplőnek járó díj: Harry Andrews[16]
- Writers’ Guild of Great Britain(wd) (Brit Írószövetség): a legjobb brit drámai forgatókönyvnek járó díj: Ray Rigby[17]